# Андерсен, Александр Юнг
Александр Юнг Андерсен (дат. Alexander Young Andersen, род. 25 февраля 2000) — датский профессиональный велогонщик. Двукратный чемпион Дании по маунтинбайку среди юниоров. Призёр чемпионатов мира и Европы по маунтинбайку и чемпионата Дании по велокроссу.

## Карьера
Александр Андерсен принимал участие в летних юношеских Олимпийских играх 2018, где занял 4-е место в кросс-кантри шорт-треке (XCC)

### Достижения

#### Маунтинбайк
2017
 Чемпионат Дании среди юниоров
SRAMLiga среди юниоров:
2-й на 1-м этапе
2-й этап
3-й этап
3-й на 4-м этапе
5-й этап
Чемпионат мира:
10-й на XCO среди юниоров
2-й в командной эстафете
Чемпионат Европы:
2-й в командной эстафете
2018
 Чемпионат Дании среди юниоров
7-й на Чемпионате Европы
10-й на French Cup XCO/XCE # 1 + UCI Junior Series XCO
Летние юношеские Олимпийские игры:
4-й на XCC
10-й на XCE
3-й на Kolding Race Day’s powered by SRAM
MTBliga:
4-й на 2-м этапе
10-й на 3-м этапе
2-й на 5-м этапе
Чемпионат мира:
7-й на XCO среди юниоров
3-й в командной эстафете
Кубок Америки:
3-й на Bonelli Park XCO + UCI Junior Series XCO
6-й на Fontana City National + UCI Junior Series XCO
2019
4-й на Чемпионате Дании
MTBliga:
6-й на 1-м этапе
9-й на 3-м этапе
3-й на 4-м этапе
3-й на Race Days Kolding powered by SRAM
4-й на Race Days Vejle powered by SRAM
Чемпионат Европы:
3-й в командной эстафете
2020
Чемпионат Дании:
6-й на XCM
3-й на XCO
Чемпионат Европы:
4-й в командной эстафете

#### Велокросс
2017
3-й на Чемпионате Дании, U19

#### Шоссе
2018
Летние юношеские Олимпийские игры:
16-й на критериуме
16-й на групповой гонке
3-й на Duo TT